# Perfume Genius
Майк Адреас (англ. Mike Hadreas, род. 25 сентября 1981) — американский автор-исполнитель, известный под сценическим псевдонимом Perfume Genius.

## Жизнь и карьера
Андреас родился в Де-Мойне, Айова, и возрасте 6 или 7 лет Адреас переехал в Эверетт, Вашингтон. В школе он изучал рисование и, будучи ребёнком, брал уроки игры на фортепиано. Его мать была учителем, специализирующемся на обучении детей с особыми потребностями, а сейчас работает заместителем директора в средней школе. Его родители развелись, когда он был подростком.
Адреас был единственным открытым учеником-геем в его школе, и получал угрозы убийством, которые администрация школы не рассматривала. Он бросил обучение в школе в выпускном классе. Два года спустя он подвергся нападению нескольких мужчин в своём районе. Он переехал в Уильямсберг, Нью-Йорк, и работал консьержем в клубе в Ист-Виллидже. В 2005 году он вернулся домой в Сиэтл и начал записывать музыку. В 2008 году он начал размещать свои песни MySpace под псевдонимом Perfume Genius, тем самым начав музыкальную карьеру. Музыку Адреаса изучает темы сексуальности, его личной борьбы с болезнью Крона, домашнего насилия, и опасности, с которыми сталкиваются мужчины-геи в современном обществе.

### Learning
Дебютный альбом Адреаса, «Learning», был выпущен 21 июня 2010 года на лейбле Turnstile Records в Европе и Matador Records в США, получив положительные отзывы от критиков.

### Put Your Back N 2 It
Второй студийный альбом Адреаса, «Put Your Back N 2 It», был выпущен 20 февраля 2012 года.
Накануне его релиза был представлен видеоклип на песню «Hood», в котором снялся венгерский порноактёр Арпад Миклош.

### Too Bright
23 сентября 2014 года Адреас выпустил третий альбом «Too Bright», сопродюсером которого выступил Эдриан Атли из Portishead. Альбом был встречен с восторженными отзывами от критиков.
16 сентября 2016 года Адреас выпустил кавер на песню Элвиса Пресли «Can’t Help Falling in Love» в сотрудничестве с Prada.

### No Shape
Четвёртый студийный альбом Адреаса, «No Shape», был выпущен 5 мая 2017 года, вновь получив восторженные отзывы от критиков.

## Дискография

### Студийные альбомы
- Learning[англ.] (2010)
- Put Your Back N 2 It[англ.] (2012)
- Too Bright[англ.] (2014)
- No Shape[англ.] (2017)
- Set My Heart on Fire Immediately (2020)
- Ugly Season[англ.] (2022)
- Glory[англ.] (2025)